# Bobon
Bobon ist eine philippinische Stadtgemeinde in der Provinz Northern Samar. Sie hat 23.668 Einwohner (Zensus 1. August 2015).

## Baranggays
Bobon ist politisch unterteilt in 18 Baranggays.
| - Acerida - Arellano - Balat-balud - Dancalan - E. Duran - Gen. Lucban (Pob.) - Jose Abad Santos - Jose P. Laurel (Casulgan) - Magsaysay (Doce) | - Calantiao (Pangobi-an) - Quezon (Panicayan) - Salvacion - San Isidro - San Juan (Pob.) - Santa Clara (Pob.) - Santander - Somoroy - Trojello |